# Synoicum sabuliferum
Synoicum sabuliferum är en sjöpungsart som beskrevs av Vladimir V. Redikorzev 1927. Synoicum sabuliferum ingår i släktet Synoicum och familjen klumpsjöpungar. Inga underarter finns listade i Catalogue of Life.